# Leucothyreus semitonsus
Leucothyreus semitonsus är en skalbaggsart som beskrevs av Ohaus 1917. Leucothyreus semitonsus ingår i släktet Leucothyreus och familjen Rutelidae. Inga underarter finns listade i Catalogue of Life.